# Cyklostezka Písečná

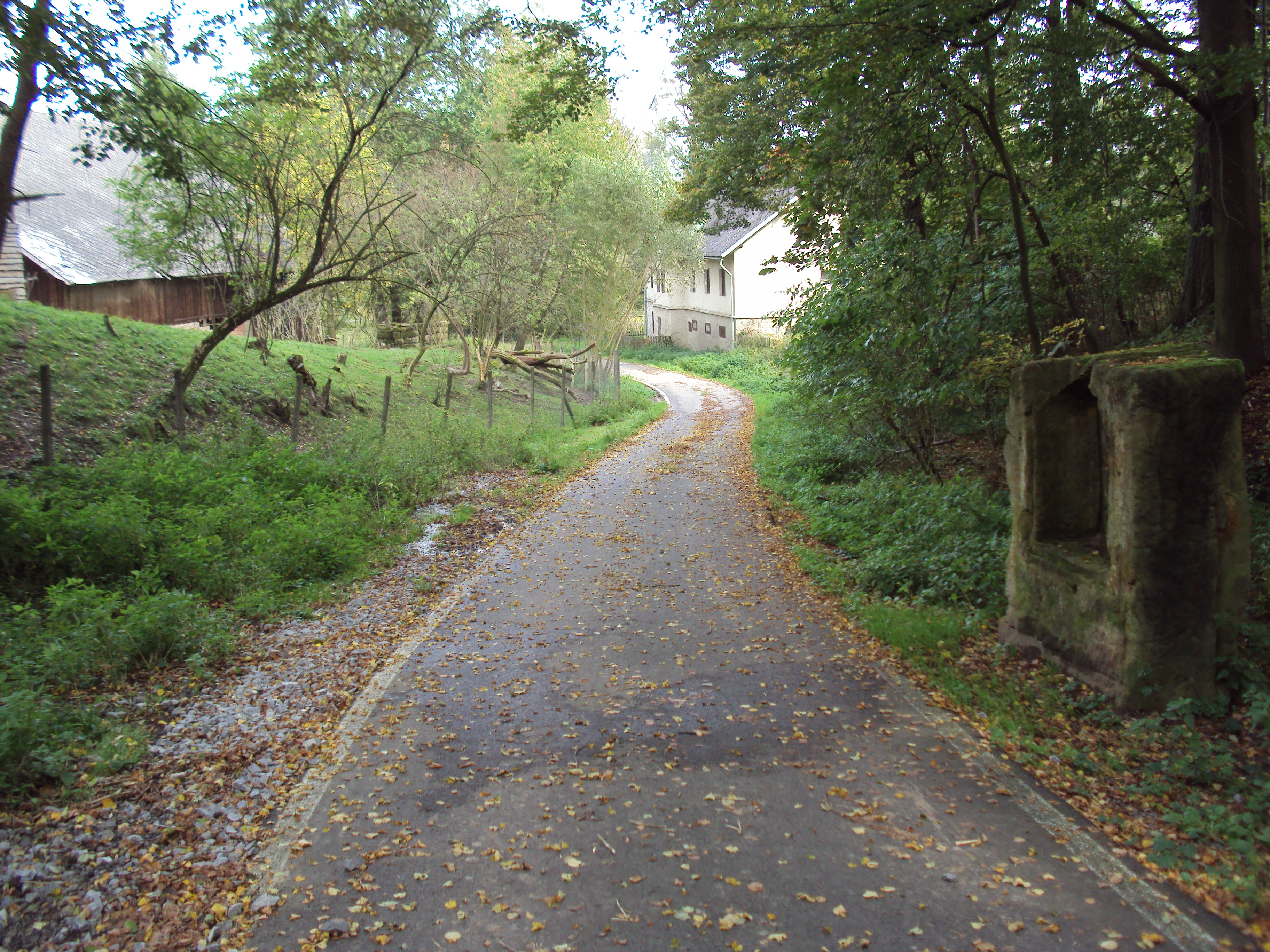
Klesání do obce Písečná

Cyklostezka Písečná byla druhou vybudovanou cyklostezkou vedoucí od České Lípy.  Vyasfaltovaný úsek dokončený v roce 2006 je dlouhý 2,5 km, začíná u sídliště Špičák a končí v obci Písečná severovýchodně od České Lípy. Je součástí cyklotrasy 3053.

## Popis

### Cyklotrasa 3054
V České Lípě začíná upravená cyklostezka u panelových domů sídliště Špičák.. Napojuje se zde na cyklotrasu 3054, vedoucí od Provodína, procházející středem města Česká Lípa. Pak následuje Cyklostezka Písečná, v obci Písečná (i ta je připojena administrativně do České Lípy) se napojuje na silnici z Dobranova na Pihel, kde pokračuje jako cyklotrasa síti okresních silnic na sever, k Novému Boru.   

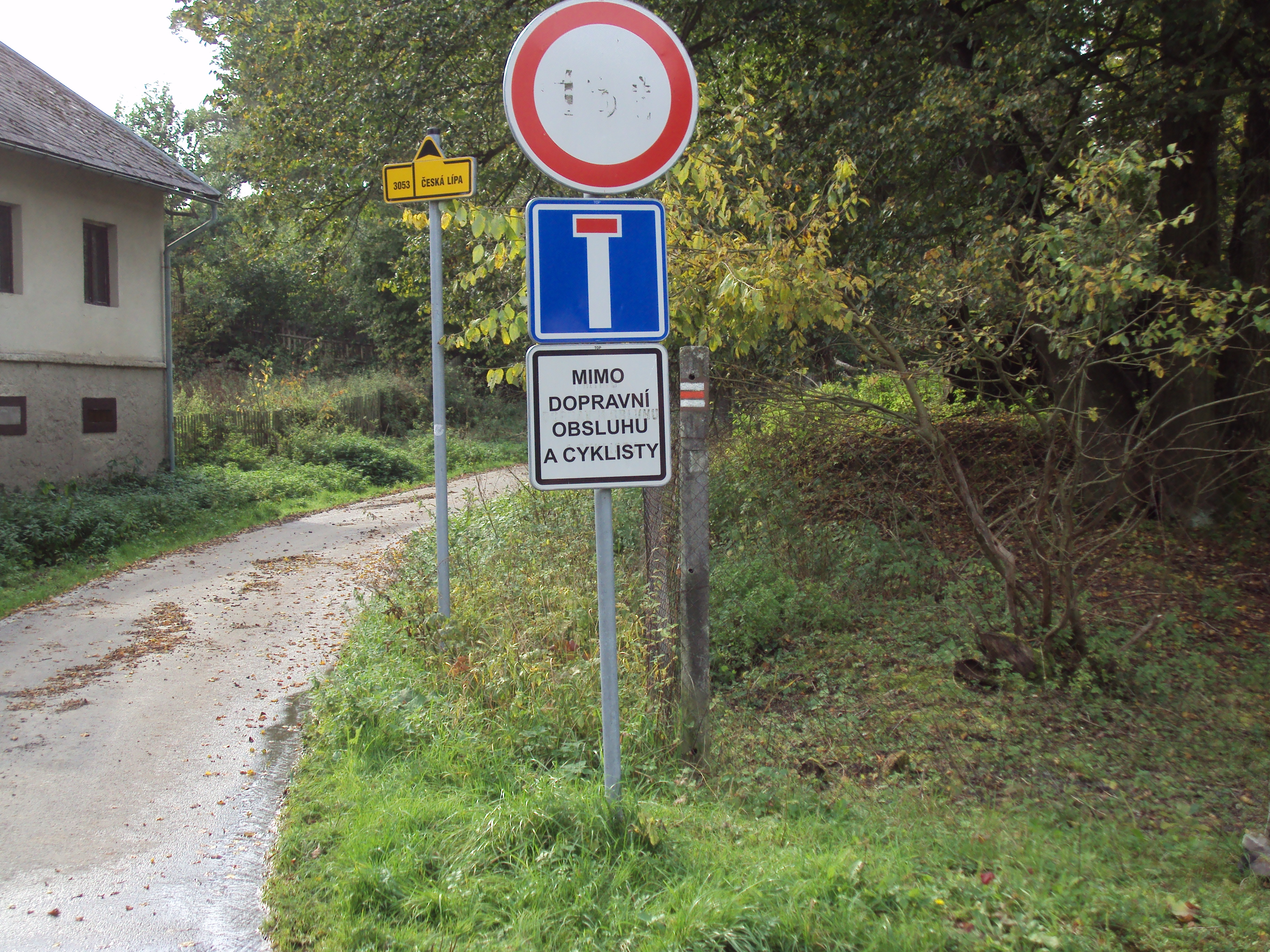
Značení u vjezdu na cyklostezku

### Vlastní cyklostezka
Stezka je vedena po původně polních cestách. I přes nesouhlas ekologů byla opatřena asfaltovým povrchem kvůli vyšší životnosti a příčnému přejíždění zemědělských mechanismů i možnému využití nejen pro cyklistiku. Větší část je vedena otevřeným prostranstvím s velmi dalekým rozhledem na Lužické hory a Ralskou pahorkatinu, je vidět nejen okraj České Lípy, ale i Nový Bor. Na trase bylo vybudováno několik míst k odpočinku s lavičkami. Okraj stezky byl na části trasy osázen stromořadím. Na obou koncích je opatřena silničními značkami se zákazem vjezdu motoristů. Postavila ji firma Dopravní stavby Česká Lípa, s.r.o., za 4,8 milionů Kč.

## Využití
Cyklotrasu využívají hojně jak cyklisté, tak pěší turisté. Pro poměrně velké převýšení je málo využívána bruslaři. Od vlakového nádraží v České Lípě do Písečné po cyklotrase je vzdálenost 5,5 km.

## Ostatní cyklostezky v České Lípě
Mimo relativně krátké cyklostezky na Písečnou byla na místě zrušených železničních tratí z České Lípy vybudována Cyklostezka Vlčí Důl a je postupně budována Cyklostezka Varhany. Všechny tři cyklostezky jsou součástí regionálních cyklotras 3053 a 3054. Začala se stavět Zelená cyklomagistrála Ploučnice, která povede časem přes Českou Lípu.

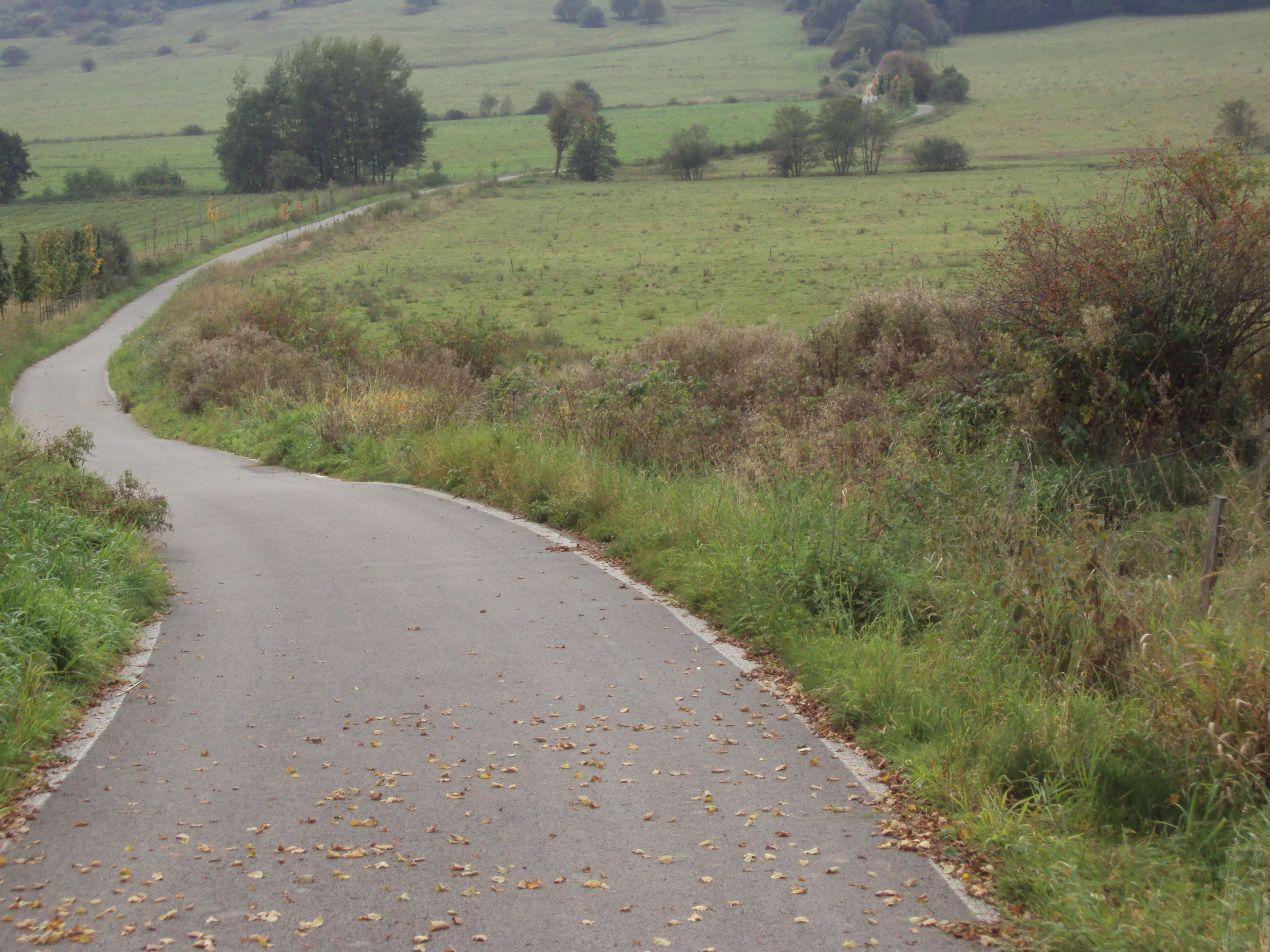
Terénní vlny na trase